# Marek Szczubiał
Marek Stanisław Szczubiał – polska lekarz weterynarii, doktor habilitowany nauk weterynaryjnych, profesor na Uniwersytecie Przyrodniczym w Lublinie, specjalista położnictwa oraz rozródy zwierząt.

## Kariera naukowa
W 1985 roku na Akademii Rolniczej w Lublinie uzyskał tytuł lekarza weterynarii. W 1988 roku został zatrudniony na tejże uczelni, a w 1996 roku na jej Wydziale Medycyny Weterynaryjnej uzyskał stopień doktora nauk weterynaryjnych na podstawie rozprawy pt. Badania nad sposobami przywracania zdolności rozrodczych krowom i jałówkom dotkniętym zaburzeniami płodności o podłożu immunologicznym, której promotorem był Jan Krzyżanowski. W 2006 roku ten sam wydział nadał mu stopień doktora habilitowanego nauk weterynaryjnych na podstawie pracy pt. Badania nad statusem oksydacyjno-antyoksydacyjnym u świń w okresie okołoporodowym w aspekcie syndromu MMA.